# Forest Able
Forest Edward "Frosty" Able (27 juli 1932) is een voormalig Amerikaans professioneel basketballer bij de NBA.

## Carrière
Able speelde collegebasketbal voor Western Kentucky waar hij 1221 punten scoorde. Hij is daar ook opgenomen in de Hall of Fame. Hij nam in 1956 deel aan de NBA draft waar hij in de derde ronde werd gekozen als 20e overall door de Syracuse Nationals. Hij speelde een seizoen voor de Syracuse Nationals maar kwam maar één wedstrijd in actie.

## Erelijst
- Western Kentucky University Hall of Fame: 2011[2]

## Statistieken

### Regulier seizoen
| Seizoen | Team               | WG | MPW | 2P% | FW% | RPW | APW | PPW |
| ------- | ------------------ | -- | --- | --- | --- | --- | --- | --- |
| 1956/57 | Syracuse Nationals | 1  | 1,0 | 0,0 | 0,0 | 1,0 | 1,0 | 0,0 |
| Totaal  | Totaal             | 1  | 1,0 | 0,0 | 0,0 | 1,0 | 1,0 | 0,0 |